# جمعية المهندسين الكويتية
جمعية المهندسين الكويتية، (بالإنجليزية: Kuwait Society Of Engineers) جمعية علمية كويتية مستقلة تمثل المهندسين في الكويت تأسست في 20 نوفمبر عام 1962، يقع المركز الرئيسي للجمعية في مدينة الكويت في منطقة بنيد القار، يرأس الجمعية حاليا المهندس فيصل دويح العتل.

## الأهداف
- تنظيم قواعد مزاولة المهن الهندسية ورفع مستواها.
- المساهمة في النهضة الصناعية والعمرانية في الكويت.
- المحافظة على حقوق المهندسين ومصالحهم المهنية المشروعة.
- تشجيع التدريب المهني الهندسي في الكويت بمختلف الوسائل المتيسرة.
- السعي إلى حل الخلافات التي تقع بين المهندسين أو بينهم وبين عملائهم فيما يتعلق بالأعمال الهندسية.
- تشجيع القيام بالأبحاث الهندسية ووضع مواصفات هندسية عربية بالاشتراك مع المؤسسات والهيئات المعنية.
- العمل على توطيد الصلات وتوثيق التعاون العلمي والفني بين المهندسين في الكويت وزملائهم في الدول العربية والأجنبية.